# Clase M (1913)
Los submarinos Clase M de la Royal Navy fueron una pequeña clase de cuatro submarinos diésel eléctricos ordenados y construidos en diferentes astilleros del complejo industrial Vickers-Armstrongs durante la Primera Guerra Mundial. Una muy distintiva y única característica del diseño de la clase consistía en un cañón naval de 12" (305 mm) montado en una torreta adosada a proa de la torre de mando.

## Historia y desarrollo
Fueron ordenados en el lugar de los últimos cuatro del primer grupo de submarinos de flota Clase K (K17 a K21) propulsados con calderas de fuel y máquinas de vapor, cancelando los pedidos originales.
Estos grandes submarinos, en un principio estaban pensados para ser utilizados como buques de bombardeo costero o monitores submarinos, pero su función fue cambiando antes de que se iniciara el diseño detallado. Por lo que consideró que podían ser capaces de atacar a los buques mercantes a profundidad de periscopio y en superficie utilizando el cañón en lugar de torpedos. En aquel entonces, los torpedos se consideraban ineficaces contra buques de guerra en movimiento a más de 950 m. Un cañón de 305 mm disparado a un objetivo relativamente cercano tendría una trayectoria plana, lo que simplificaría la puntería y, se esperaba que pocas naves sobrevivieran a un solo impacto de tal calibre.

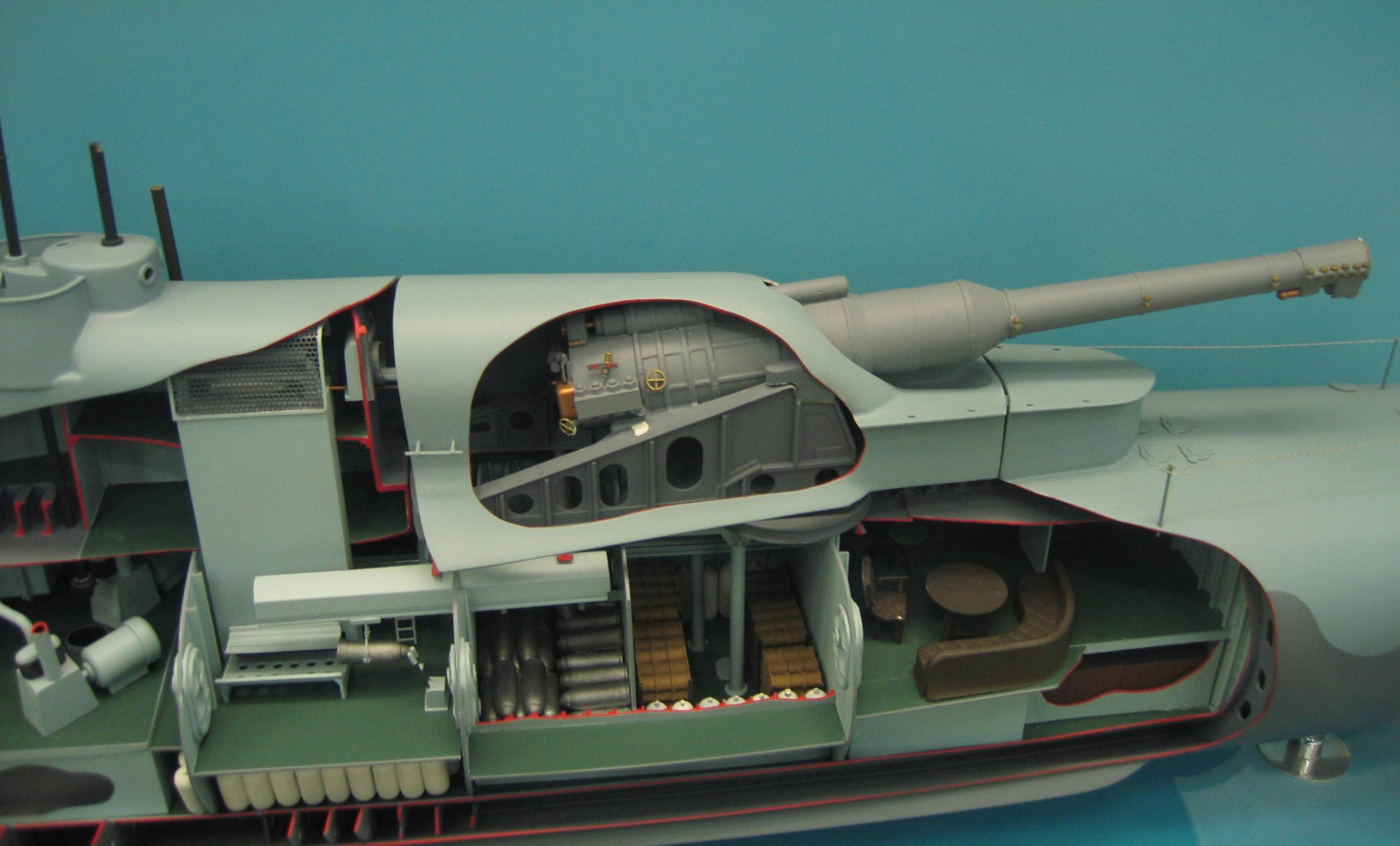
Modelo seccionado del HMS M1 que muestra la torreta BL de 305 mm Mk.IX

Los cañones Armstrong Whitworth 305/40 mm Mk.IX procedían de los viejos acorazados pre-dreadnought de la Clase Formidable. El montaje permitía elevarse 20°, bajar 5° y girar 15° en cualquier dirección desde la línea central. El arma normalmente se disparaba a profundidad del periscopio usando una simple mira de cuentas en el extremo del arma alineada con el objetivo a través del periscopio a un rango de alrededor de 1200 m. El tiempo de exposición del arma sobre la superficie fue de alrededor de 75 segundos. El submarino tenía que salir a la superficie para recargar el cañón, lo que tardaría unos 3 minutos; en la práctica, el concepto no tuvo mucho éxito y solo se completaron tres de los cuatro barcos de la Clase M encargados,  entre 1917 y 1918.
Los M1 y M2 tenían cuatro tubos lanzatorpedos de 18 pulgadas (450 mm), mientras que los del M3 eran de 21 pulgadas (533 mm).

## Servicio

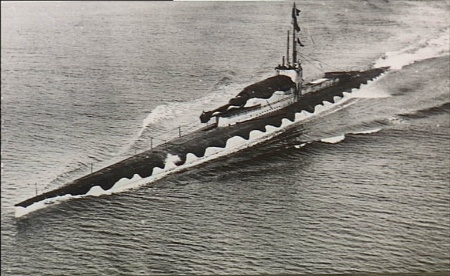
Vista aérea del submarino M1

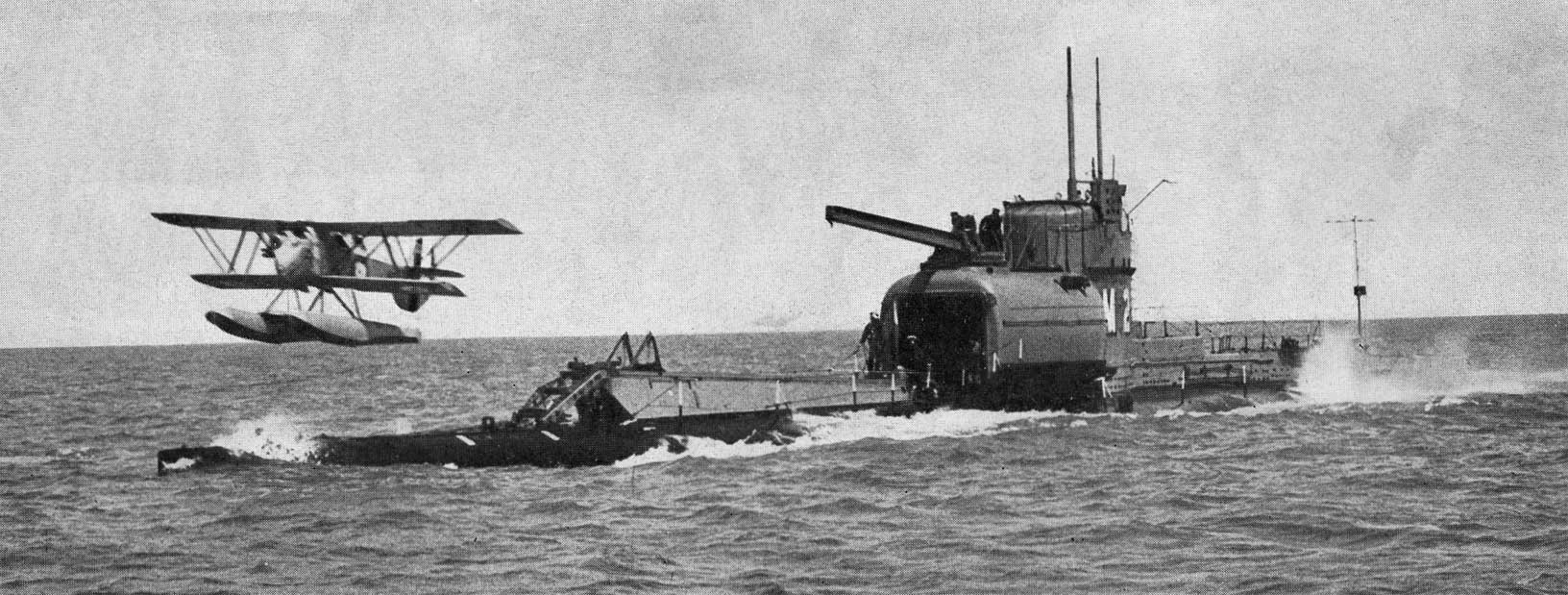
HMS M2 y su hidroavión Parnall Peto

HMS M1
Fue el único que entró en servicio antes del final de la Primera Guerra Mundial, pero no entró en acción. Estuvo al mando durante sus pruebas de mar por el experimentado submarinista comandante Max Horton después de su regreso del Báltico, y más tarde se perdió con toda su tripulación mientras realizaba ejercicios en el Canal de la Mancha cerca de Start Point (Devon) después de una colisión con el collier sueco, SS Vidar el 12 de noviembre de 1925. El naufragio del M1 fue descubierto por un equipo de buceo dirigido por Innes McCartney en 1999 a una profundidad de 73 m.
HMS M2
Se convirtió en un "submarino portaaviones" en 1925, con un hangar reemplazando la torreta de armas que alojaba un pequeño hidroavión de exploración Parnall Peto. Se perdió en Chesil Beach, Dorset el 26 de enero de 1932. Se cree que la puerta interior del hangar se abrió prematuramente; se encuentra en aguas poco profundas a 32 m de profundidad con la parte superior de la torre de mando a solo 20 m por debajo de la superficie durante la marea baja.
Como consecuencia de la pérdida del M2, la Royal Navy abandonó el desarrollo de los aviones lanzados desde submarinos, aunque otras armadas experimentaron con el concepto en los años de entreguerras y Japón produjo unos 42 submarinos portaaviones tanto antes como durante la Segunda Guerra Mundial.
HMS M3
El 15 de octubre de 1926, el M3 fue puesto en reserva hasta el 13 de junio de 1927 cuando llegó a Chatham para reconvertirse en un minador experimental. Sus cañones de 305 mm y 76,2 mm fueron retirados para dejar espacio para una gran superestructura de inundación libre que se extiende sobre aproximadamente el 75% de su longitud. Dos juegos de rieles corrían a lo largo del casco de presión dentro de esta estructura capaces de acomodar 100 minas de contacto estándar Tipo B; las minas se "sembraban" mediante una cadena transportadora a través de una única gran compuerta en la popa. La experiencia obtenida con el reconvertido M3 se utilizó en el diseño de los submarinos minadores de la Clase Porpoise, que transportaban sus minas en una sola fila. Fue desguazado en 1932 después de que se completaron los ensayos.
HMS M4
La construcción del M4 se anulo antes de su finalización y las partes construidas enviadas al desguace.
En 1924 las tres naves de la clase se utilizaron para probar diferentes camuflajes del casco con el objeto de reducir la visibilidad de los submarinos a los aviones; el M1 se pintó de verde grisáceo, M2 en gris oscuro y el M3 de azul oscuro.

## Submarinos por función, configuración y época comparables
- Surcouf (N N 3)